# 莫利安欧布瓦
莫利安欧布瓦（法語：Molliens-au-Bois，法語發音：[mɔljɛ̃ o bwa]）是法国上法蘭西大區索姆省的一个市镇，属于亚眠区。

## 地理
莫利安欧布瓦（49°59'18"N, 2°23'7"E）面积7.28 平方千米，位于法国上法蘭西大區索姆省，该省份为法国北部沿海省份，北起加来海峡省和北部省，西接滨海塞纳省和大西洋英吉利海峡，南至瓦兹省，东临埃纳省。
与莫利安欧布瓦接壤的市镇（或旧市镇、城区）包括：米尔沃、阿吕河畔蒙蒂尼、皮埃尔戈、赖讷维尔、吕邦普雷、圣格拉蒂安、维莱博卡日。

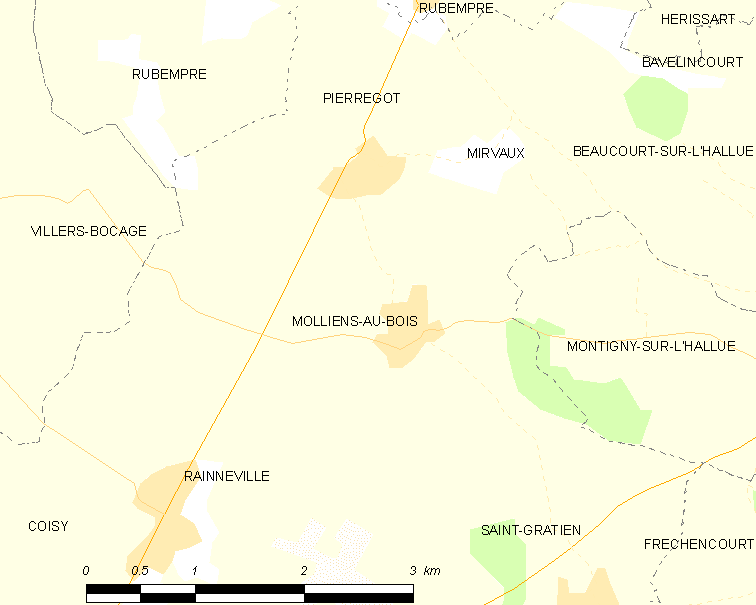
莫利安欧布瓦的OSM定位图

莫利安欧布瓦的时区为UTC+01:00、UTC+02:00（夏令时）。

## 行政
莫利安欧布瓦的邮政编码为80260，INSEE市镇编码为80553。

## 政治
莫利安欧布瓦所属的省级选区为科尔比县。

## 人口

1962-2008年间莫利安欧布瓦人口变化图示

莫利安欧布瓦于2022年1月1日时的人口数量为345人。